# عزلة السواد (عمران)

تعديل مصدري - تعديل

عزلة السواد هي إحدى عزل مديرية حرف سفيان في محافظة عمران اليمنية ويبلغ تعداد سكانها 7702 نسمة حسب التعداد السكاني في اليمن لعام 2004.